# 萨勒阿杜尔
萨勒阿杜尔（法語：Salles-Adour，法語發音：[sal aduʁ]）是法国上比利牛斯省的一个市镇，位于该省中部偏西北，属于塔布区。

## 地理
萨勒阿杜尔（43°11'1"N, 0°5'57"E）面积2.48 平方千米，位于法国奧克西塔尼大區上比利牛斯省，该省份为法国西南部内陆省份，北至热尔省，西接大西洋比利牛斯省，南与西班牙接壤，东临上加龙省。
与萨勒阿杜尔接壤的市镇（或旧市镇、城区）包括：苏斯、阿列、巴尔巴藏代巴、贝尔纳克代巴、奥尔格、莫梅尔。

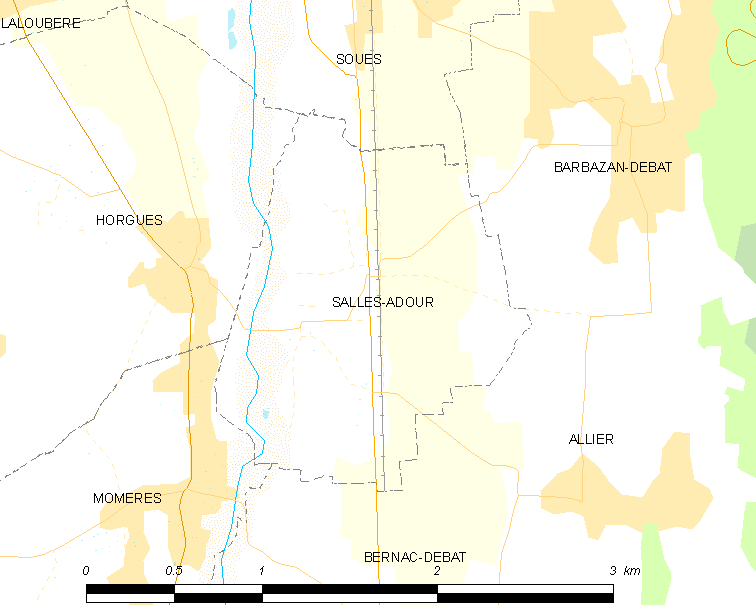
萨勒阿杜尔的OSM定位图

萨勒阿杜尔的时区为UTC+01:00、UTC+02:00（夏令时）。

## 行政
萨勒阿杜尔的邮政编码为65360，INSEE市镇编码为65401。

## 政治
萨勒阿杜尔所属的省级选区为中阿杜尔县。

## 人口

1962-2008年间萨勒阿杜尔人口变化图示

萨勒阿杜尔于2022年1月1日时的人口数量为568人。